# Международная Академия наук о древесине
Международная академия наук о древесине (ИАВС) (англ. International Academy of Wood Science, IAWS) — признанная международная академия и некоммерческая организация ученых-древесиноведов, охватывающая все области наук о древесине и связанные с ними технологические направления, обеспечивающая представительство по всему миру.
С июня 2023 года академию представляют доктор Ставрос Аврамидис, греко-канадский профессор, ученый в области наук о древесине, который занимает должность 19-го Президента ИАВС (IAWS), а также доктор Инго Бургерт, швейцарский профессор, специалист в области древесных материалов, избранный Вице-Президентом на 2023—2026 годы.

## История
Академия была основана 2 июня 1966 года в Париж.
В учреждении и формировании Международной академии наук о древесине участвовали многие ученые, но ключевая роль отводится профессору Францу Густаву Кольманну из Отдела исследований древесины и технологий Мюнхенского университета, Германия , которому принадлежала идея создания академии наук о древесине. Он стал первым избранным Президентом академии в 1966—1972 годах.

## Цели
Целью академии является содействие на международном уровне согласованному развитию науки о древесине и повышению ее престижа путем признания выдающих достижений ученых в области наук о древесине и их избрания в члены академии (академики, Fellows), а также путем продвижения высоких стандартов исследований и публикаций. Кроме того, академия проводит ежегодные пленарные заседания, включая деловые встречи и технические сессии, в форме международных научных конференций.
Академиками ИАВС (FIAWS) являются ученые в области наук о древесине, которые избираются как активные исследователи древесины в самом широком смысле этого слова, и их избрание служит свидетельством высоких научных стандартов. Новые члены академии номинируются и оцениваются членами академии. На основе этих оценок Исполнительный комитет ежегодно определяет количество кандидатов, которые будут приняты в члены академии.
Задачи членов Международной академии наук о древесине заключаются в следующем:
- Продвигать высокие стандарты исследований и публикаций в области наук о древесине.
- Представлять науку о древесине и результаты исследований на международных/национальных заседаниях в своей и других организациях.
- Акцентировать внимание правительства, парламента, промышленности, ассоциаций, средств массовой информации и др. на важности исследований и науки о древесине.

## Исполнительный комитет
Исполнительный комитет ИАВС состоит из должностных лиц академии, которыми в настоящее время являются следующие ученые:
- Президент: Доктор Ставрос Аврамидис, Факультет наук о древесине, Университет Британской Колумбии, Канада.
- Вице-президент: Доктор Инго Бургерт, Институт строительных материалов, ETH Цюрих, Швейцария.
- Секретарь/Редактор бюллетеня: Доктор Руперт Виммер, Технология природных материалов, Университет природных ресурсов и наук о жизни, Вена, Австрия.
- Казначей: Доктор Говард Розен, Лесные товары, Лесная служба Министерства сельского хозяйства США, Арлингтон, США.
- Экс-Президент: Доктор Юн Су Ким, Лесные товары и технологии, Чоннамский национальный университет, Кванджу, Южная Корея.
- Председатель Правления академии: Доктор Катарина Чуфар, Факультет наук о древесине и технологии, Люблянский университет, Словения.

## Публикации
- Wood Science and Technology Wood Sci Tech Journal (Impact factor 2022; 3.400)[17]
- IAWA Journal IAWA J. (Impact factor 2022; 2.987)[18]

## Интернет-ссылки
- International Academy of Wood Science
- Overview of the IAWS Fellows